# Peter Elliott (biskup)
Peter John Elliot (ur. 1 października 1943 w Melbourne, zm. 6 sierpnia 2025 tamże) – australijski duchowny rzymskokatolicki, w latach 2007-2018 biskup pomocniczy Melbourne. 

## Życiorys
Święcenia kapłańskie przyjął 19 lutego 1973. Udzielił ich mu kardynał Lawrence Shehan, ówczesny arcybiskup metropolita Baltimore. Następnie został inkardynowany do swojej rodzinnej archidiecezji Melbourne. Był m.in. sekretarzem biskupa Johna Kelly'ego oraz wikariuszem biskupim ds. edukacji religijnej.
30 kwietnia 2007 papież Benedykt XVI mianował go biskupem pomocniczym Melbourne ze stolicą tytularną Manaccenser. Sakry udzielił mu 15 czerwca 2007 Denis Hart, arcybiskup metropolita Melbourne. 
3 listopada 2018 przeszedł na emeryturę.